# Prometheus
Trong thần thoại Hy Lạp, Prometheus (tiếng Hy Lạp cổ: Προμηθεύς, có nghĩa là "người biết trước tương lai") là một vị thần khổng lồ, con trai của Iapetus và Themis, anh em của Atlas, Epimetheus và Menoetius. Ông nổi tiếng với trí thông minh và chính ông đã tạo ra loài người (ban đầu là những hình nhân đất sét sau đó ông đã lén Zeus thổi linh hồn vào những hình nhân đó) và chính ông là người giúp đỡ rất nhiều cho con người lúc đó bằng cách ngụy trang giấu đồ ăn (phần ngon nhất) được hiến tế cho Zeus dưới xương và ruột, là người đã ăn cắp  ngọn lửa từ thần Helios và trao nó cho nhân loại. Zeus đã trừng phạt ông bằng cách buộc ông vào một tảng đá để một con đại bàng ăn gan của ông hàng ngày, nhưng lá gan cứ ban ngày bị ăn thì ban đêm lại tái sinh.
Cuối cùng Prometheus đã được Heracles giải thoát khi Heracles làm nhiệm vụ thứ mười một là tìm kiếm những quả táo vàng.
Thần thoại về ông xuất hiện trong một vài nguồn tư liệu cổ, trong đó Prometheus được cho là đã đóng vai trò then chốt trong thời kỳ đầu lịch sử của nhân loại.